# Lâm Tế tông
Lâm Tế tông (zh. línjì-zōng/lin-chi tsung 臨濟宗, ja. rinzai-shū) là một dòng thiền được liệt vào Ngũ gia thất tông—tức là Thiền chính phái—do Thiền sư Lâm Tế Nghĩa Huyền sáng lập. Đây là tông Thiền phát triển và hưng thịnh nhất trong Thiền tông. Cùng với tông Tào Động, tông Lâm Tế là một trong hai phái Thiền còn được truyền thừa liên tục cho đến ngày nay ở Trung Quốc, Nhật Bản, Triều Tiên và Việt Nam. Khoảng vài mươi năm đến bây giờ, tông Lâm Tế được truyền bá rộng rãi đến phương Tây thông qua các Thiền sư Nhật Bản.

## Lịch sử

### Sơ khai
Đời Đường, Thiền sư Lâm Tế Nghĩa Huyền tham học với Thiền sư Hoàng Bá Hi Vận rồi ngộ đạo và được ấn chứng. Vào năm Đại trung thứ 8 (854) đời vua Tuyên Tông, sư đến trụ trì ở Viện Lâm Tế tại Trấn châu, Hà Bắc và đặt ra các cơ phong, Thiền lý như Tam huyền tam yếu, Tứ liệu giản,... để tiếp dẫn đồ chúng, tông phong hưng thịnh và từ thời Trung Đường về sau đã phát triển thành 1 tông phái lớn, gọi là tông Lâm Tế.

### Thời kỳ nhà Tống
Tông Lâm Tế truyền đến đời thứ 8 phân làm hai nhánh: Dương Kỳ phái do Thiền sư Dương Kỳ Phương Hội sáng lập và Hoàng Long Phái do Thiền sư Hoàng Long Huệ Nam làm khai tổ. Lúc đầu cả hai nhánh này đều phát triển ngang bằng nhau, nhưng đến cuối đời Tống thì phái Hoàng Long thất truyền tại Trung Quốc và chỉ còn tồn tại ở Kiến Nhân tự và Thọ Phúc tự do Minh Am Vinh Tây sáng lập bên Nhật Bản. Từ đó, phái Dương Kỳ là chủ lưu của truyền thừa tông Lâm Tế ở Trung Quốc.
Đặc trưng của thời kỳ này là sự phát triển của phương pháp Khán Thoại Đầu do Thiền sư Đại Huệ Tông Cảo đề xướng cũng như sự xuất hiện và phát triển của Văn học Thiền với nhiều tác phẩm Thiền học ra đời như Bích Nham Lục (Viên Ngộ Khắc Cần), Vô Môn Quan (Vô Môn Huệ Khai)...

### Thời kỳ nhà Nguyên
Thời kỳ nhà Nguyên, tông Lâm Tế tiếp tục được kế thừa và phát triển mạnh mẽ. Tông Lâm Tế mạnh đến mức mà vua nhà Nguyên đã sai Triệu Mạnh Phủ lập bia "Lâm Tế Chính Tông" ở Lâm Tế Viện (Hà Bắc, Trung Quốc) là tổ đình gốc của tông này để tuyên bố về tính chính thống, "chính tông" của truyền thừa Lâm Tế. Bia này nói rằng trong Ngũ gia của Thiền tông chỉ có tông Lâm Tế là được gọi là chính tông, điều đó cho thấy ảnh hưởng của tông Lâm Tế lan rộng đến cả nhà cầm quyền đương thời và nhận được sự ủng hộ, tôn sùng của họ. Những vị Thiền sư nổi danh thời kỳ này thì có Trung Phong Minh Bản (thuộc phái Phá Am), Cổ Lâm Thanh Mậu (zh. 古林清茂, 1262-1329, thuộc phái Tùng Nguyên), Tiểu Ấn Đại Hân (zh. 笑隱大訢, 1284-1344, thuộc phái Đại Huệ).
Nếu như Thiền Lâm Tế từ đời Nam Tống trở về trước chủ trương "Thiền duy nhất" thì đến thời kỳ này bắt đầu có sự pha trộn với tư tưởng của Tịnh Độ tông, ví dụ điển hình là chủ trương Thiền-Tịnh song tu của Thiền sư Trung Phong Minh Bản.

### Thời kỳ Minh - Thanh
Ba trong "Tứ đại cao tăng đời Minh mạt" là thuộc về tông Lâm Tế, đó là các vị Thiền sư Vân Thê Châu Hoằng, Tử Bách Chân Khả (1543-1603) và Hám Sơn Đức Thanh. Điều đó chứng tỏ tông Lâm Tế là Thiền phái phát triển bậc nhất thời kỳ này. Thêm vào đó, Thiền sư Vân Thê Châu Hoằng và Hám Sơn Đức Thanh là hai nhân vật tiêu biểu cho khuynh hướng Thiền-Tịnh song tu dưới đời Minh và khuynh hướng này có lẽ đã bao quát khắp các tùng lâm Thiền tông Trung Quốc đương thời.
Từ cuối đời Minh cho đến đầu đời Thanh, nội bộ Thiền tông Trung Quốc bắt đầu có sự cải cách và phục hưng tông phái. Nhiều vị Thiền sư như Mật Vân Viên Ngộ, Thiên Ẩn Viên Tu (zh. 天隱圓修, 1575-1635), Ngọc Lâm Thông Tú, Ngưỡng Khê Hành Sâm (1614-1677)... đã nỗ lực khôi phục lại tông Lâm Tế. Ấn tượng nhất trong số này là Thiền sư Mật Vân Viên Ngộ, ông là người đã trùng hưng ngôi đại tùng lâm Thiên Đồng Cảnh Đức Thiền Tự ở Ninh Ba, Triết Giang là biến nơi đây thành "truyền pháp tùng lâm" của phái mình. Ông nổi tiếng với việc ứng dụng lại các cơ phong tiếp dẫn đệ tử của Thiền sư Lâm Tế Nghĩa Huyền như đánh, hét và khuynh hướng này được các đệ tử của ông như Phí Ẩn Thông Dung (zh. 費隱通容, 1593-1661), Mộc Trần Đạo Mân (zh. 木陳道忞, 1596-1674)... kế thừa.
Thời kỳ này cũng diễn ra các cuộc tranh luận rất sôi nổi và kịch liệt giữa các Thiền sư của hai phái Lâm Tế và Tào Động về lịch sử, truyền thừa và pháp tu của Thiền tông. Một trong hai cuộc tranh cãi điển hình nhất là cuộc tranh cãi về tác phẩm Ngũ Đăng Nghiêm Thống của Thiền sư Phí Ẩn Thông Dung mà trong đó Phí Ẩn cho rằng Thiên Hoàng Đạo Ngộ (hoặc Thiên Vương Đạo Ngộ) là đệ tử của Mã Tổ Đạo Nhất chứ không phải Thạch Đầu Hi Thiên nên Vân Môn tông và Pháp Nhãn tông phải thuộc về nhánh Nam Nhạc Hoài Nhượng, còn nhánh Thanh Nguyên Hành Tư chỉ có duy nhất tông Tào Động. Cuộc tranh cãi này đã dẫn tới việc Thiền sư Phí Ẩn Thông Dung bị thưa kiện lên công đường vào năm 1654, mà Thiền sư Giác Lãng Đạo Thịnh (tông Tào Động) là một trong số các nguyên đơn. Kết quả, Phí Ẩn thua kiện, Ngũ Đăng Nghiêm Thống bị cấm lưu hành.

### Thời kỳ cận - hiện đại
Cận đại, tông Lâm Tế được tiếp tục duy trì thông qua hoạt động của hai vị Thiền sư là Hư Vân và Lai Quả. Về Thiền sư Hư Vân, ông là người có công lao khôi phục lại hàng chục ngôi Thiền viện của Thiền tông Trung Quốc cũng như đào tạo ra thế hệ tăng tài tiếp nối mạng mạch của Ngũ Gia, trong đó có tông Lâm Tế. Pháp môn chính mà Thiền sư Hư Vân truyền bá là Thiền Khán Thoại xuất phát từ tông Lâm Tế.

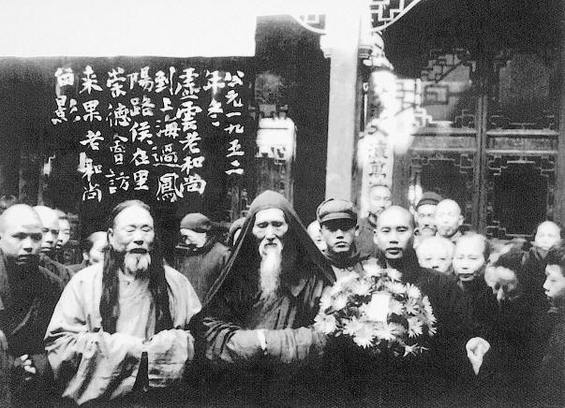
Ảnh chụp Thiền sư Hư Vân và Lai Quả (người để tóc dài) vào năm 1952.

Thiền sư Lai Quả (zh. Laiguo, 1881-1953) là vị Thiền sư Lâm Tế nổi danh thứ hai xếp sau Tổ Hư Vân trong thời cận đại của Trung Quốc. Ông trước tu niệm Phật, sau chuyển sang tham thiền và ngộ đạo khi tham cứu câu thoại "Niệm Phật là ai?". Sau khi trở thành trụ trì chùa Cao Mân ở Dương Châu, Giang Tô, ông đã thực hiện đường lối Thiền rất quy củ và nghiêm ngặt. Ông từ chối thực hiện bất cứ hoạt động nào trong chùa mà không liên quan đến tham thiền, kể cả tụng kinh, trì chú, niệm Phật. Vì điều kiện chùa rất thiếu thốn, các vị sư thường chỉ ăn cám gạo. Một lần, vào ngày Phật Đản, vì không có đồ cúng dâng lên Phật, các vị sư chùa Cao Mân đã nấu nước sôi bưng lên cúng dường Phật rồi sau đó uống để qua cơn đói và tiếp tục tham thiền. Thiền sư Lai Quả cũng thường dùng Thiền bản để đánh cảnh sách đệ tử khi họ không tập trung hay lơ đãng. Có một bà thí chủ dâng cúng 7 thỏi vàng với yêu cầu là ông phải dùng Thiền bản đánh bà để giúp bà tiêu trừ nghiệp chướng nhưng Thiền sư Lai Quả từ chối nói: "Hương bản này chỉ dùng để đánh những người có khả năng thành tổ sư!" Thiền sư Lai Quả đã để lại rất nhiều hướng dẫn về phương pháp Khán thoại đầu và được lưu lại trong Ngữ Lục. Pháp ngữ của ông đã được Hòa thượng Thích Duy Lực dịch sang tiếng Việt với các bộ là Tham Thiền Phổ Thuyết, Thiền Thất Khai Thị Lục (Quyển Thượng& Quyển Hạ).

## Ảnh hưởng

### Nhật Bản
Cuối thời kỳ Nam Tống, Thiền Lâm Tế được truyền bá ồ ạt từ Trung Quốc sang Nhật Bản thông qua các vị du tăng người gốc Nhật như Duệ Sơn Giác A (zh. 叡山覺阿), Minh Am Vinh Tây, Viên Nhĩ Biện Viên, Tâm Địa Giác Tâm, Nam Phổ Thiệu Minh... hay các Thiền sư Lâm Tế Trung Quốc được giới cầm quyền Nhật Bản thỉnh sang Nhật hoằng pháp như Lan Khuê Đạo Long, Vô Học Tổ Nguyên, Ngột Am Phổ Ninh, Nhất Sơn Nhất Ninh... Vì lý do đó, tông Lâm Tế Nhật Bản chịu ảnh hưởng sâu sắc của tư tưởng Thiền đời Tống (Thiền đốn ngộ, Thiền công án) và khuynh hướng văn học Thiền (thư pháp, thi kệ) cũng như nghệ thuật Thiền (vẽ tranh, vườn Thiền, kiến trúc). Nhiều người thường nhầm lẫn Minh Am Vinh Tây là người Nhật Bản đầu tiên truyền Thiền Lâm Tế vào Nhật Bản, nhưng thực chất phải là Duệ Sơn Giác A, môn đệ nối pháp của Thiền sư Hạt Đường Huệ Viễn. Ông đến Trung Quốc cầu đạo và đắc pháp sớm hơn Vinh Tây. Tuy nhiên sau khi về nước, ông chủ yếu tu ẩn dật chứ không truyền đạo rộng rãi như Minh Am nên ít người biết đến ông. 
Tới thế kỷ 17, tông Lâm Tế theo khuynh hướng Thiền nhà Minh (Thiền-Tịnh song tu kết hợp tụng kinh, trì chú) được truyền vào Nhật Bản bởi Thiền sư Ẩn Nguyên Long Kì. Phái của Ẩn Nguyên Long Kỳ (phái Hoàng Bá) ban đầu cũng được xếp vào trong hệ thống tông Lâm Tế Nhật Bản nhưng vì sự đối lập giữa hai bên về tư tưởng, đường lối, pháp tu khó có thể điều hoà được nên sau đó phái Hoàng Bá đã tách ra và thành một tông riêng gọi là tông Hoàng Bá, hoạt động độc lập với tông Lâm Tế Nhật Bản. Ngoài ra giai đoạn này cũng có một Thiền sư Lâm Tế tông khác là Đạo Khả Siêu Nguyên (zh. 道者超元, 1602-1662), là đồng môn với Ẩn Nguyên Long Kì (cách Ẩn Nguyên một đời) sang Nhật truyền đạo, vị tăng Bàn Khuê Vĩnh Trác - người về sau trở thành một Thiền sư nổi danh với chủ trương "Thiền bất sinh" từng có đến tham học với ông và được ông ấn khả. Tuy nhiên, do sự chèn ép và bành trướng của phái Hoàng Bá, Siêu Nguyên và các môn đệ buộc phải quay lại Trung Quốc sau vài năm hoằng pháp ở Nhật.
Thế kỷ 18, tông Lâm Tế được phục hưng thông qua hoạt động của Thiền sư Bạch Ẩn Huệ Hạc, ông nỗ lực hoằng dương Thiền công án và đã để lại một công án nổi danh: "Thế nào là tiếng vỗ của một bàn tay?" Đa số các môn hạ của tông Lâm Tế Nhật Bản từ sau thời kỳ ông cho đến hiện đại đều thuộc truyền thừa từ Bạch Ẩn.
Hiện nay, mặc dù tông Lâm Tế Nhật Bản vẫn đang trên đà phát triển và được truyền bá rộng rãi sang phương Tây, cũng tồn tại một số tệ đoan như việc giải đáp công án trong một số Thiền viện. Theo đó, khi một người Thiền sinh đến tham học với một vị Thiền sư, vị Thiền sư sẽ giao một công án Thiền cho người Thiền sinh đó suy nghĩ, tìm hiểu. Trong buổi tham vấn tiếp theo, nếu người Thiền sinh đưa ra được câu trả lời thông minh, phù hợp với suy nghĩ của người thầy thì công án đó sẽ được thông qua. Người thầy sẽ tiếp tục giao các công án khác cho Thiền sinh suy nghĩ, giải đáp, theo mức độ từ khó đến dễ. Sau khi đã giải hết số công án mà người thầy giao (ví dụ như 100, 200 công án), vị Thiền sinh được công nhận là đã đạt được triệt ngộ và được vị thầy ấn khả, truyền pháp, trở thành một vị Thiền sư. Kiểu tu hành này bị nhiều vị Thiền sư, điển hình như Thiền sư Tính Triệt (ko. 성철 Seongcheo, 1912-1993, Tào Khê tông Hàn Quốc) chỉ trích, vì mục đích chính của việc tham công án là để cắt đứt hoàn toàn tâm ý thức phân biệt chấp trước vốn là nguồn gốc của đau khổ, vô minh, sinh tử luân hồi. Việc giải đáp công án không chỉ ngăn cản sự giác ngộ của thiền sinh mà còn làm tăng thêm tri giải, kiến chấp. Điều này còn tạo thêm sự ngụy biện, giả dối vì sự giác ngộ, trình độ (Thiền sư) được đánh giá dựa trên số công án, câu hỏi khó mà một người trả lời được chứ không phải là trải nghiệm khai ngộ xảy ra trong tâm người đó.

### Triều Tiên
Tông Lâm Tế được truyền sang Triều Tiên vào giữa thế kỷ 14 này thông qua các vị tăng người Triều Tiên sang Trung Quốc tham học là Thiền sư Thái Cổ Phổ Ngu và Bạch Vân Cảnh Nhàn (đồng nối pháp Thiền sư Thạch Ốc Thanh Củng), và Thiền sư Lãn Ông Huệ Cần (nối pháp Thiền sư Bình Sơn Sử Lâm, huynh đệ đồng môn của Thiền sư Thạch Ốc Thanh Củng). Dòng truyền thừa của Thiền sư Lãn Ông Huệ Cần và Bạch Vân Cảnh Nhàn tồn tại ở Triều Tiên một thời gian và sau đó thất truyền. Phía Thiền sư Thái Cổ Phổ Ngu, ông là người đồng sáng lập Tào Khê tông -  một Thiền phái bản địa của người Triều Tiên và tồn tại cho đến ngày nay. Những vị Thiền sư thuộc Tào Khê tông hiện nay đều mang pháp hệ truyền thừa từ dòng Lâm Tế của ông.

### Việt Nam
Tư tưởng của Tông Lâm tế đầu tiên được truyền đến Việt Nam vào thời nhà Trần, một số bộ ngữ lục quan trọng của tông Lâm Tế như Lâm Tế Lục, Đại Huệ Ngữ Lục đã được đem sang Việt Nam thông qua một số vị Thiền sư Trung Quốc như Cư sĩ Thiên Phong. Một số vị vương tôn, tăng sĩ triều Trần đã  tiếp nhận và chịu ảnh hưởng tư tưởng của Tông Lâm Tế như Vua Trần Thái Tông, Tuệ Trung Thượng Sĩ, Quốc sư Đại Đăng, Trần Nhân Tông. Ví dụ Vua Trần Thái Tông từng tham công án và sử dụng các giáo lý của tông Lâm Tế như "Tam huyền, Tam yếu", "Vô vị chân nhân"... vào việc giảng dạy Thiền cho tăng sĩ. Vua cũng có bình giảng, làm kệ tụng về 43 công án Thiền. Phật Hoàng Trần Nhân Tông cũng ảnh hưởng nhiều từ bộ Đại Huệ Ngữ lục và từng nhiều lần giảng bộ ngữ lục này cho tăng chúng.
Đến thế kỷ 17, tông Lâm Tế được truyền vào miền bắc bởi các vị tăng người Trung Quốc là Viên Văn Chuyết Chuyết (1590 - 1644) và môn đệ là Minh Hành Tại Tại (1596-1659). Dòng phái này có Thiền sư Chân Nguyên Tuệ Đăng là người có công khôi phục lại các tác phẩm Thiền và các di tích, tự viện của Thiền phái Trúc Lâm đời Trần. Ở miền trung, tông Lâm Tế được truyền vào Việt Nam thông qua các vị tăng gốc Trung Quốc được chúa Nguyễn thỉnh sang Việt Nam truyền giới luật, tổ chức giới đàn. Đó là các vị Hòa thượng như Nguyên Thiều Siêu Bạch, Minh Hoằng Tử Dung, Minh Hải Pháp Bảo, Minh Lượng Thành Đẳng (1626-1709). Tuy nhiên, những tư tưởng mà các vị như Viên Văn Chuyết Chuyết, Nguyên Thiều Siêu Bạch, Minh Hải Pháp Bảo, Minh Lượng Thành Đẳng, Minh Hành Tại Tại truyền dạy cho các đệ tử chỉ mang tính chất của Phật giáo căn bản mà đều có ở các tông phái Bắc tông khác như: trì giới, tụng kinh, trì chú, niệm Phật, ngồi thiền. Tuyệt nhiên, pháp tham công án, thoại đầu là phương pháp tu hành để cầu khai ngộ vốn rất được chú trọng trong tông Lâm Tế không hề được các vị này nhắc đến hay truyền dạy cho đệ tử.
Duy có một trường hợp ngoại lệ là Thiền sư Minh Hoằng Tử Dung, ông là vị Thiền sư người Trung Quốc ngộ đạo và đã chỉ dạy lại phương pháp tham thoại đầu cho đệ tử người Việt là sư Liễu Quán Thiệt Diệu. Vị sư này sau đó khai ngộ và được ông công nhận và ấn chứng. Sau Thiền sư Liễu Quán thì cũng không thấy trong lịch sử tông Lâm Tế Việt Nam ghi chép lại về một vị sư nào ngộ Thiền.
Đa số ở các môn phái Lâm Tế Việt Nam từ Bắc tới Nam chỉ mang tính chất truyền thừa dựa trên việc đặt pháp danh theo bài kệ truyền pháp của vị tổ sư phái và nối tiếp truyền thừa đời thứ giữa thầy trò với nhau mà được ghi lại trong phổ hệ hay pháp quyển truyền thừa. Chứ không có kinh nghiệm giác ngộ cá nhân (kiến tính, đại ngộ, triệt ngộ) của người đệ tử hay ấn chứng kinh nghiệm giác ngộ (dĩ tâm truyền tâm) từ vị thầy cho người đệ tử. Hình thức truyền thừa (truyền pháp) như vậy chỉ mang tính chất giống như sự tiếp nối của thế hệ gia đình thế tục, cha truyền con nối, tình cảm cá nhân chứ không mang bất kỳ ý nghĩa thể hiện nào về mặt kinh nghiệm giác ngộ trong Thiền tông. Điều này là thiếu sót, sai lệch vì thông thường các vị Tổ sư Thiền (đã kiến tính) chỉ ấn khả và truyền pháp cho những đệ tử xuất gia đã khai ngộ (kiến tính), còn những người đệ tử tuy xuất gia hay theo học với vị tổ sư đó nhưng nếu chưa khai ngộ thì không được ấn khả hay nối pháp vị Tổ sư. Bởi vì mục đích của việc truyền thừa này là để xác nhận vị đệ tử đó đã đạt được kiến tính và đủ khả năng tiếp nối, hoằng dương Thiền tông. Những người nếu như chưa ngộ hoặc không biết gì về yếu chỉ, phương pháp của Thiền tông thì sẽ không có đủ năng lực để kế thừa chư tổ, và như vậy việc họ nối pháp là không xứng đáng. Những người như vậy nếu có tuyên xưng mình là Thiền sư thì cũng chỉ là người giả mạo, bắt chước, chứ không phải là Thiền sư thứ thiệt. Ví dụ, Thiền sư Mật Vân Viên Ngộ (tông Lâm Tế) đã bị Thiền sư Giác Lãng Đạo Thịnh (tông Tào Động) chỉ trích vì truyền pháp một cách hào phóng, vô tội vạ cho những người không đủ phẩm chất. Trong khi 12 người nối pháp Thiền sư Mật Vân ít nhất đều là người tu Thiền và đã đạt được khai ngộ mà còn bị Thiền sư Giác Lãng quở trách là không đủ phẩm chất để nối pháp, những người chưa kiến tính, không biết gì về yếu chỉ Thiền tông thì lấy tư cách gì để nối pháp hay truyền pháp cho người khác? Hiện nay có nhiều chùa ở Việt nam tự xưng là thuộc Lâm Tế Chính Tông và mỗi khi có một vị sư nào nó đó viên tịch thì trong hành trạng, tiểu sử, trên bia tháp đều ghi là nối dòng Lâm Tế đời thứ mấy, nhưng thực chất đa số họ chỉ là người tu theo Tịnh độ tông, Mật tông hoặc giáo lý căn bản... chứ không tu Thiền tông hay hiểu gì về yếu chỉ cốt tủy của Thiền tông cả.
Vào cuối thế kỷ 20, có vị Thiền sư nổi danh là Hòa thượng Thích Duy Lực (thuộc tông Tào Động, người Hoa) đã thuyết giảng và hướng dẫn tăng ni, phật tử tu tập theo đúng phương pháp Thiền khán thoại của tông Lâm Tế và thu hút được hàng nghìn người đến tu tập với các Thiền đường, tự viện khắp vùng Đông Nam Bộ và cả ở California, Mỹ. Những tác phẩm ngữ lục do ông dịch và các bài giảng về tham thiền là nguồn tư liệu đáng tin cậy cho những ai có ý định tìm hiểu hay thực hành tham thiền.

### Phương Tây
Tông Lâm Tế được giới thiệu sang Mỹ đầu tiên vào năm 1905 bởi Thiền sư Hồng Nhạc Tông Diễn (ja. Shaku Soyen, 1860-1919) cùng với đệ tử là học giả Suzuki Daisetsu Teitarō. Bộ Thiền Luận gồm 3 tập của Suzuki đã cung cấp cho người phương Tây rất nhiều tri kiến về Thiền tông, thông qua đó đã tạo động lực cho nhiều người phương Tây tìm hiểu, tu tập Thiền tông hoặc đến Nhật Bản để tầm sư học đạo cũng như mở đầu cho sự truyền bá của Thiền tông ra khắp thế giới...

## Pháp hệ truyền thừa
1/ Thiền sư Lâm Tế Nghĩa Huyền (zh. 臨濟義玄, ?-866)
2/ Thiền sư Tam Thánh Huệ Nhiên (zh. 三聖慧然, tk. 9)
2/ Thiền sư Ngụy Phủ Đại Giác (zh. 魏府大覺)
2/ Thiền sư Hưng Hóa Tồn Tương (zh. 興化存獎, 830-888)
3/ Thiền sư Nam Viện Huệ Ngung (zh. 南院慧顒, ?-952)
4/ Thiền sư Phong Huyệt Diên Chiểu (zh. 風穴延沼, 896-973)
5/ Thiền sư Thủ Sơn Tỉnh Niệm (zh. 首山省念, 926-993)
6/ Thiền sư Diệp Huyện Quy Tỉnh (zh. 葉縣歸省, tk. 10-11)
7/ Thiền sư Phù Sơn Pháp Viễn (zh. 浮山法遠, 991-1067)
6/ Thiền sư Phần Dương Thiện Chiêu (zh. 汾陽善昭, 947-1024)
7/ Thiền sư Lang Da Huệ Giác (zh. 瑯琊慧覺)
7/ Thiền sư Thạch Sương Sở Viên (zh. 石霜楚圓, 986-1039)
8/ Thiền sư Hoàng Long Huệ Nam (zh. 黄龍慧南, 1002-1069), tổ sáng lập Hoàng Long phái.
9/ Thiền sư Chân Tịnh Khắc Văn (zh. 眞淨克文, 1025-1102)
10/ Thiền sư Giác Phạm Huệ Hồng  (zh. 覺範慧洪, 1071-1128)
10/ Thiền sư Đâu Suất Tùng Duyệt (zh. 兜率從悦, 1044-1091)
9/ Thiền sư Hối Đường Tổ Tâm  (zh. 晦堂祖心, 1025-1100)
10/ Thiền sư Tử Tâm Ngộ Tân (zh. 黄龍悟新, 1043-1114)
11/ Thiền sư Siêu Tông Huệ Phương (zh. 超宗慧方, 1073-1129)
10/ Thiền sư Linh Nguyên Duy Thanh (zh. 靈源惟清, ?-1117)
11/ Thiền sư Trường Linh Thủ Trác (zh. 長靈守卓, 1066-1124)
12/ Thiền sư Dục Vương Giới Kham (zh. 育王介諶, 1080-1148)
13/ Thiền sư Tâm Văn Đàm Bí (zh. 心聞曇賁)
14/ Thiền sư Tuyết Am Tùng Cẩn (zh. 雪庵從瑾, 1117-1200)
15/ Thiền sư Hư Am Hoài sưởng (zh. 虛庵懷敞)
16/ Thiền sư Minh Am Vinh Tây (zh. 明菴榮西, 1141-1215), truyền Hoàng Long phái vào Nhật Bản.
8/ Thiền sư Dương Kì Phương Hội (zh. 楊岐方會, 992-1049), tổ sáng lập Dương Kì phái.
9/ Thiền sư Bạch Vân Thủ Đoan (zh. 白雲守端, 1025-1072)
10/ Thiền sư Ngũ Tổ Pháp Diễn (zh. 五祖法演, 1024-1104)
11/ Thiền sư Khai Phúc Đạo Ninh (zh. 開福道寧, 1053-1113)
12/ Thiền sư Nguyệt Am Thiện Quả (zh. 月庵善果, 1079-1152)
13/ Thiền sư Đại Hồng Tổ Chứng (zh. 大洪祖證)
14/ Thiền sư Nguyệt Lâm Sư Quán (zh. 月溪師觀, 1143-1217)
15/ Thiền sư Vô Môn Huệ Khai (zh. 無門慧開, 1183-1260)
16/ Thiền sư Tâm Địa Giác Tâm (zh. 心地覺心, 1207-1298), truyền Lâm Tế tông vào Nhật Bản.
11/ Thiền sư Phật Nhãn Thanh Viễn (zh. 佛眼清遠, 1067-1120)
11/ Thiền sư Phật Giám Huệ Cần (zh. 佛鑑慧懃, 1059-1117)
11/ Thiền sư Viên Ngộ Khắc Cần (zh. 圜悟克勤, 1063-1135)
12/ Thiền sư Hạt Đường Huệ Viễn (zh. 瞎堂慧遠, 1103-1175)
13/ Thiền sư Duệ Sơn Giác A (zh. 叡山覺阿), người đầu tiên truyền Lâm Tế tông vào Nhật Bản.
13/ Thiền sư Tế Điên Đạo Tế (zh. 濟顛道濟, 1149-1209, Hòa thượng Tế Công)
12/ Thiền sư Đại Huệ Tông Cảo (zh. 大慧宗杲, 1088–1163), tổ sáng lập phái Đại Huệ - một trong hai nhánh chính của phái Dương Kì. 
13/ Thiền sư Chuyết Am Đức Quang (zh. 拙庵德光, 1121-1203)
14/ Thiền sư Vô Tế Liễu Phái (zh. 無濟了派)
14/ Thiền sư Chiết Ông Như Diễm (zh. 浙翁如琰, 1151-1225)
15/ Thiền sư Đại Xuyên Phổ Tế (zh. 大川普濟, 1179-1253)
15/ Thiền sư Hối Nham Trí Chiêu (zh. 晦巖智昭, tk.12-13)
15/ Thiền sư Yển Khê Quảng Văn (zh. 偃溪廣聞, 1189-1263)
16/ Thiền sư Vân Phong Diệu Cao (zh. 雲峰妙高, 1219-1293)
16/ Thiền sư Khô Nhai Viên Ngộ (zh. 枯崖圓悟)
14/ Thiền sư Bắc Giản Cư Giản (zh. 北礀居簡, 1164-1253)
15/Thiền sư Vật Sơ Đại Quán (zh. 物初大觀, tk.13)
16/ Thiền sư Hối Cơ Nguyên Hi (zh. 晦機元熙, 1238-1319)
17/ Thiền sư Đông Dương Đức Huy (zh. 東陽德輝)
18/ Thiền sư Trung Nham Viên Nguyệt (ja. Chuugan Engetsu), truyền Lâm Tế Tông vào Nhật Bản.
17/ Thiền sư Tiếu Ẩn Đại Hân (zh. 笑隱大訢, 1284-1344)
18/ Thiền sư Quý Đàm Tông Lặc (zh. 季潭宗泐, 1318-1391)
18/ Thiền sư Đông Truyền Chính Tổ (ja. Tôden Seiso), truyền Lâm Tế Tông vào Nhật Bản.
18/ Thiền sư Giác Nguyên Huệ Đàm (zh. 覺原慧曇, 1304-1371)
19/ Thiền sư Bảo Nham Tịnh Giới (zh. 定巖淨戒)
14/ Thiền sư Tàng Tẩu Thiện Trân (zh. 藏叟善珍)
15/ Thiền sư Nguyên Tẩu Hành Đoan (zh. 元叟行端)
16/ Thiền sư Sở Thạch Phạm Kỳ (zh. 楚石梵琦, 1296-1370)
16/ Thiền sư Mộng Đường Đàm Ngạc (zh. 夢堂曇噩, 1285-1373)
17/ Thiền sư Đại Tông Tâm Thái (zh. 岱宗心泰, 1327-1415)
16/ Thiền sư Ngu Am Trí Cập (zh. 愚庵智及, 1311-1378)
13/ Thiền sư Lại Am Đỉnh Nhu (zh. 懶菴需, 1092-1153)
14/ Thiền sư Mộc Am An Vĩnh (zh. 木庵安永, ?-1173)
15/ Thiền sư Hối Ông Ngộ Minh (zh. 晦翁悟明)
16/ Thiền sư Nhược Khẩu Lãng Ích (zh. 苦口良益)
17/ Thiền sư Phiệt Độ Phổ Từ (zh. 筏渡普慈, 1264-1351/1352)
18/ Thiền sư Nhất Ngôn Đạo Hiển (zh. 一言道顯, 1329-1413)
19/ Thiền sư Tiểu Am Hành Mật (zh. 小菴行密, ?-1458)
20/ Thiền sư Nhị Ngưỡng Viên Khâm (zh. 二仰圓欽)
21/ Thiền sư Vô Niệm Trí Hữu (zh. 無念智有, ?-1534/1535)
22/ Thiền sư Hình Sơn Hoài Bão (zh. 荊山懷寶)
23/ Thiền sư Thiết Ngưu Đức Viễn (zh. 鐵牛德遠)
24/ Thiền sư Nguyệt Minh Liên Trì (zh. 月明聯池, 1574-1639)
25/ Thiền sư Xuy Vạn Quảng Chân (zh. 吹萬廣真, 1582-1639)
26/ Thiền sư Thiết Bích Huệ Cơ (zh. 鐵壁慧機, 1603-1668)
27/ Thiền sư Hành Sơn Đăng Bỉnh (zh. 衡山燈炳, 1611-1680)
27/ Thiền sư Tam Sơn Đăng Lai (zh. 三山燈來, 1614 - 1685)
28/ Thiền sư  Hựu Sơn Tính Chứng (zh. 又山性証)
28/ Thiền sư Biệt Am Tính Thống (zh. 別庵性統, hậu bán tk.17)
12/ Thiền sư Hổ Khâu Thiệu Long (zh. 虎丘紹隆, 1077-1136), tổ sáng lập phái Hổ Khâu - một trong hai nhánh chính của phái Dương Kì. 
13/ Thiền sư Ứng Am Đàm Hoa (zh. 應庵曇華, 1103-1163)
14/ Thiền sư Hòa Sơn Tâm Giám (zh. 禾山心鑒)
14/ Thiền sư Mật Am Hàm Kiệt (zh. 密庵咸傑, 1118-1186)
15/ Thiền sư Tùng Nguyên Sùng Nhạc (zh. 松源崇嶽, 1139-1209), tổ khai sáng phái Tùng Nguyên - một trong ba nhánh của phái Hổ Khâu.
16/ Thiền sư Diệt Ông Văn Lễ (zh. 滅翁文禮, 1167/1168-1250)
17/ Thiền sư Hoành Xuyên Như Củng (zh. 橫川如珙, 1222/1223-1289)
18/ Thiền sư Cổ Lâm Thanh Mậu (zh. 古林清茂, 1262-1329)
16/ Thiền sư Vô Minh Huệ Tính (zh. 無明慧性, 1162-1237)
17/ Thiền sư Lan Khê Đạo Long (zh. 蘭谿道隆, 1213/1214-1278), truyền tông Lâm Tế sang Nhật Bản.
16/ Thiền sư Vân Am Phổ Nham (zh. 運庵普巖, 1156/1157-1226)
17/ Thiền sư Hư Đường Trí Ngu (zh. 虗堂智愚, 1185-1269)
18/ Thiền sư Nam Phố Thiệu Minh (zh. 南浦紹明, 1235-1308/1309), truyền tông Lâm Tế vào Nhật Bản, đây là dòng truyền thừa Lâm Tế lớn nhất tại Nhật Bản hiện nay.
15/ Thiền sư Tào Nguyên Đạo Sinh (zh. 曹源道生, ?-1198/1199), tổ khai sáng phái Tào Nguyên - một trong ba nhánh của phái Hổ Khâu.
16/ Thiền sư Si Tuyệt Đạo Trùng (zh. 癡絕道冲, 1169-1250)
17/ Thiền sư Ngoan Cực Hành Di (zh. 頑極行彌)
18/ Thiền sư Nhất Sơn Nhất Ninh (zh. 一山一寧, 1247-1317/1318), truyền tông Lâm Tế sang Nhật.
15/ Thiền sư Phá Am Tổ Tiên (zh. 破庵祖先, 1136-1211), tổ khai sáng phái Phá Am - một trong ba nhánh của phái Hổ Khâu.
16/ Thiền sư Vô Chuẩn Sư Phạm (zh. 無準師範, 1174-1249)
17/ Thiền sư Đoạn Kiều Diệu Luân (zh. 斷橋妙倫, 1201-1261), tổ khai sơn phái Đoạn Kiều - một nhánh của phái Phá Am. 
18/ Thiền sư Phương Sơn Tuệ Bảo (zh. 方山文寶, ?-1308)
19/ Thiền sư Vô Kiến Tiên Đổ (zh. 無見先覩, 1265-1334)
20/ Thiền sư Bạch Vân Không Độ (zh. 白雲智度, 1304-1370)
21/ Thiền sư Cổ Chuyết Nguyên Hậu (zh. 古拙昌俊)
22/ Thiền sư Vô Tế Minh Ngộ (zh. 無際明悟, 1381-1446)
23/ Thiền sư Bảo Nguyệt Đàm (zh. 寶月潭)
24/ Thiền sư Mặc Đường Tuyên (zh. 默堂宣)
25/ Thiền sư Cát Am Tộ (zh. 吉菴祚)
26/ Thiền sư Thiên Ninh Đạo Tế (zh. 天寧道濟, 1487-1560/1561)
27/ Thiền sư Vân Cốc Pháp Hội (zh. 雲谷法會, 1501-1575)
28/ Thiền sư Hám Sơn Đức Thanh (zh. 憨山德清, 1546-1623, Hám Sơn Đại sư)
17/ Thiền sư Vô Học Tổ Nguyên (zh. 無學祖元, 1226-1286), truyền tông Lâm Tế sang Nhật.
17/ Thiền sư Ngột Am Phổ Ninh (zh. 兀庵普寧, 1197-1276), truyền tông Lâm Tế sang Nhật.
17/ Thiền sư Hoàn Khê Duy Nhất (zh. 環溪惟一, 1202-1281)
18/ Thiền sư Kính Đường Giác Viên (zh. 鏡堂覺圓, 1244-1306), truyền tông Lâm Tế sang Nhật.
17/ Thiền sư Tuyết Nham Tổ Khâm (zh. 雪巖祖欽, ?-1287)
18/ Thiền sư Cập Am Tông Tín (zh. 及庵宗信)
19/ Thiền sư Thạch Ốc Thanh Củng (zh. 石屋清珙, 1272-1352)
20/ Thiền sư Thái Cổ Phổ Ngu (zh. 太古普愚, 1301-1382), truyền Lâm Tế tông vào Triều Tiên.
20/ Thiền sư Bạch Vân Cảnh Nhàn (zh. 白雲景閑, 1298-1374), truyền Lâm Tế Tông vào Triều Tiên.
19/ Thiền sư Bình Sơn Sử Lâm (zh. 平山處林, 1279-1361)
20/ Thiền sư Lãn Ông Huệ Cần (zh. 懶翁惠勤, 1320/1321-1376), truyền Lâm Tế Tông vào Triều Tiên.
18/ Thiền sư Cao Phong Nguyên Diệu (zh. 高峰元妙, 1238-1295)
19/ Thiền sư Trung Phong Minh Bản (zh. 中峰明本, 1263-1323), tổ khai sơn phái Huyễn Trụ - một nhánh của phái Phá Am. 
20/ Thiền sư Thiên Như Duy Tắc (zh. 天如惟則, ?-1354)
20/ Thiền sư Thiên Nham Nguyên Trường (zh. 千巖元長, 1284-1357)
21/ Thiền sư Vạn Phong Thời Ủy (zh. 萬峰時蔚, 1303-1381), tổ lập ra phái Vạn Phong - một nhánh của phái Huyễn Trụ. 
22/ Thiền sư Bảo Tạng Phổ Trì (zh. 寶藏普持)
23/ Thiền sư Đông Minh Huệ Sâm (zh. 東明慧旵, 1372-1441)
24/ Thiền sư Hải Chu Phổ Từ (zh. 海舟普慈, 1366-1450)
25/ Thiền sư Bảo Phong Minh Tuyên (zh. 寶峰明暄, ?-1472)
26/ Thiền sư Thiên Kỳ Bản Thụy (zh. 天奇本瑞)
27/ Thiền sư Vô Văn Minh Thông (zh. 無聞明聰, ?-1543)
28/ Thiền sư Tiếu Nham Đức Bảo (zh. 笑巖德寶, 1521-1581)
29/ Thiền sư Vân Thê Châu Hoằng (zh. 雲棲袾宏, 1535–1615, Liên Trì Đại Sư)
29/ Thiền sư Huyễn Hữu Chính Truyền (zh. 幻有正傳, 1549-1614)
30/ Thiền sư Mật vân Viên Ngộ (zh. 密雲圓悟, 1566-1642), người lập ra phái Thiên Đồng - nhánh con của phái Vạn Phong. 
31/ Thiền sư Lâm Dã Thông Kỳ (zh. 林野通奇, 1595-1652)
32/ Thiền sư Hương Nghiêm Đạo An (zh. 香嚴道安, 1612-1689)
33/ Thiền sư Tế Luân Siêu Vĩnh (zh. 霽崙超永)
31/ Thiền sư Phí Ẩn Thông Dung (zh. 費隱通容, 1593-1661)
32/ Thiền sư Ẩn Nguyên Long Kì (zh. 隱元隆琦, 1592-1673), tổ sáng lập Hoàng Bá tông tại Nhật Bản.
31/ Thiền sư Mộc Trần Đạo Mân (zh. 木陳道忞, 1596-1674)
32/ Thiền sư Tuyết Hữu Chân Phác
33/ Thiền sư Đại Xa Như Trường
34/ Thiền sư Minh Hoằng Tử Dung (zh. 明弘, tk. 17), truyền tông Lâm Tế vào Miền Trung Việt Nam.
35/ Thiền sư Liễu Quán Thiệt Diệu (zh. 了觀, 1667-1742), tổ sáng lập dòng Thiền Liễu Quán tại Việt Nam.
30/ Thiền sư Ngữ Phong Viên Tín (zh. 雪嶠圓信, 1571-1647)
31/ Thiền sư Dụng Chu Thủy Nguyệt (zh. 用周水月, 1614-1677)
30/ Thiền sư Thiên Ẩn Viên Tu (zh. 天隱圓修禪師, 1575-1635), người lập ra phái Khánh Sơn - nhánh con của phái Vạn Phong. 
31/ Thiền sư Nhược Am Thông Vấn (zh. 箬菴通問, 1604-1655)
32/ Thiền sư  Tiệt Lưu Hành Sách (zh. 截流行策, 1628-1682, Hành Sách Đại Sư)
32/ Thiền sư Thiên Trúc Hành Trân (zh. 天竺行珍, 1624-1694/1695)
33/ Thiền sư Vô Am Siêu Cách (zh. 夢菴超格, 1639-1708)
34/ Thiền sư  Già Lăng Tính Âm (zh. 迦陵性音, 1671-1726)
31/ Quốc sư Ngọc Lâm Thông Tú (zh. 玉林通琇, 1614-1675)
32/ Thiền sư Ngưỡng Khê Hành Sâm (zh. 茆溪行森, 1614-1677)
33/ Thiền sư Hình Sơn Siêu Bảo (zh. 形山超寶, 1635-1709)
34/ Thiền sư Sở Vân Minh Huệ (zh. 楚雲明慧, 1664-1735)
35/ Thiền sư Huyễn Trụ Thật Tịnh (zh. 幻住實靖)
36/ Thiền sư Huệ Thiên Tế Giác (zh. 慧天際覺)
37/ Thiền sư Trí Sơn Liễu Nguyện (zh. 智山了願)
38/ Thiền sư Ấn Chiếu Đạt Thinh (zh. 印照達聽)
39/ Thiền sư Chiếu Thiên Ngộ Lương (zh. 照千悟亮)
40/ Thiền sư Phật Hải Chân Giác (zh. 佛海真覺)
41/ Thiền sư Phúc Kinh Không Ấn (zh. 福經空印)
42/ Thiền sư Diệu Liên Giác Hoa (zh. 妙蓮覺華, 1824-1907)
43/ Thiền sư Hư Vân Diễn Triệt (zh. 虛雲性徹, 1840-1959, Hòa thượng Hư Vân)